# الجمعية البريطانية لصحة الفم والإعاقة

شعار ورسالة الجمعية البريطانية لصحة الفم والإعاقة

الجمعية البريطانية لطب الأسنان الرعائي الخاص، والتي كانت تُعرف سابقًا باسم الجمعية البريطانية للإعاقة وصحة الفم (حتى سنة 2022) والجمعية البريطانية لطب أسنان المعاقين، هي جمعية مكرّسة لجمع المهتمين بالعناية الفموية للأشخاص ذوي الإعاقة.
تعقد الجمعية اجتماعين علميين كل سنة. يُعقد الاجتماع الشتوي في لندن في كانون الأول؛ أما الاجتماع الربيعي فيُعقد في مواقع مختلفة في جميع أنحاء المملكة المتحدة. تغطي برامج الاجتماعات مجموعة واسعة من المواضيع، السلوكية والاجتماعية بالإضافة إلى السريرية. لدى الجمعية عضوية جماعية في الجمعية الدولية للإعاقة وصحة الفم، ما يعني أن أعضاء الجمعية البريطانية ينضمون تلقائيًا إلى الجمعية الدولية.
2009

## أهداف الجمعية
- تعزيز صحة الفم للأشخاص ذوي الإعاقة من جميع الأعمار.
- تعزيز الروابط مع المنظمات التي تمثل الأشخاص ذوي الإعاقة.
- التشاور مع مجموعات الإعاقة لتحديد احتياجاتهم ومطالبهم.
- دراسة الحواجز المتعلقة بتقديم الرعاية الفموية للأشخاص ذوي الإعاقة.
- تطوير التعليم الجامعي والدراسات العليا في هذا المجال.
- تشجيع البحث في مجال صحة الفم للأشخاص ذوي الإعاقة.

## منشورات مختارة
- استخدام التخدير العام في طب الأسنان الرعائي الخاص: دليل سريري صادر عن الجمعية البريطانية للإعاقة وصحة الفم (2022).[2]
- المنهج الجامعي في طب الأسنان الرعائي الخاص (2014).
- إدارة الفم للمرضى المصابين بالسرطان الذين يحتاجون إلى العلاج الإشعاعي أو الكيميائي أو زرع نخاع العظم، تم التحديث سنة .2018
- الإرشادات السريرية ومسارات الرعاية المتكاملة للعناية الفموية للأشخاص ذوي الإعاقات الذهنية، تم التحديث سنة .2012
- إرشادات التثبيت السريري، .2010
- إرشادات تقديم خدمة الرعاية الفموية المنزلية، تم تعديلها سنة 2009.